# توله‌سگ‌بینی
توله‌سگ‌بینی (نام علمی: Scylacorhinus) نام یک سرده از راسته ددکمانان است.